# Colocleora probola
Colocleora probola är en fjärilsart som beskrevs av Louis Beethoven Prout 1938. Colocleora probola ingår i släktet Colocleora och familjen mätare. Inga underarter finns listade i Catalogue of Life.